# 沼泽蕨
沼泽蕨（学名：Thelypteris palustris）为金星蕨科沼泽蕨属下的一个种。